# Ванвителијев аквадукт
Ванвителијев аквадукт (итал. Acquedotto di Vanvitelli) или Каролиншки аквадукт (итал. L'Acquedotto Carolino) водовод је за снабдевање Дворца у Казерти и фабричког комплекса Сан Леуцо са извора Физо у подножју планине Табурно, на подручју Букијана. Својом дужином од 38 км² он је већином вијуга испод земље, а изнад чини величанствени аквадукт.
Изградњу је наручио напуљски и шпански краљ Карлос III, а дизајнирао га је Луиђи Ванвители, по којем је аквадукт и добио име. Изградња је трајала од марта 1753. до отварања 7. маја 1762. године.
Од посебне је архитектонске вредности и савршено је очуван део од седре (по узору на римске аквадукте), дуг 529 м², који премошћује Valle di Maddaloni између Monte Logano (на истоку) и Monte Garzano (на западу). Овај део, од три реда лукова који је на својој највишој тачки висок 55,8 м², је заједно са Дворацем у Казерти и фабричким комплексом Сан Леуцо 1997. године уврштен на УНЕСКО-в списак Светске баштине у Европи.